# ワーグ

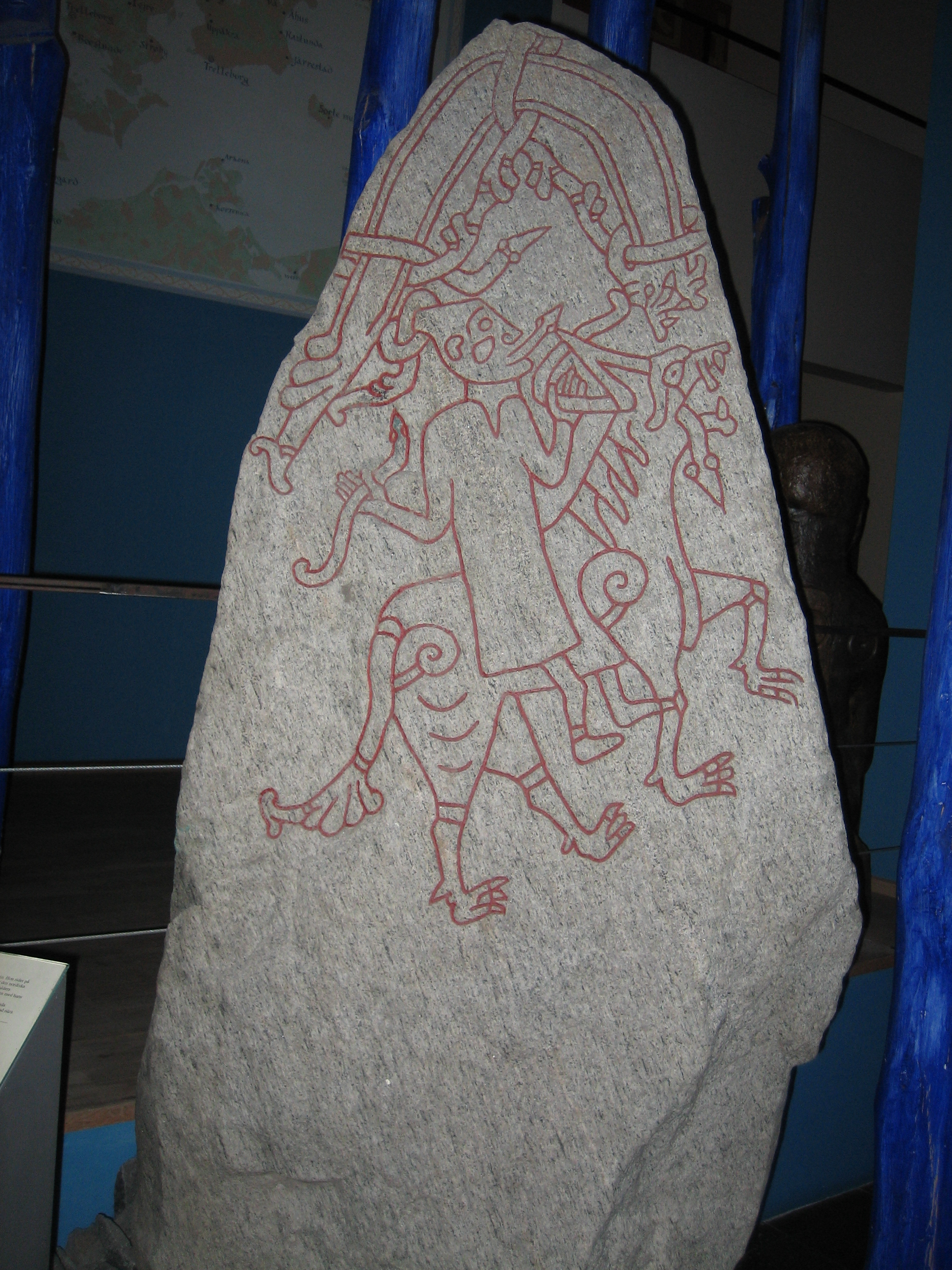
Hunnestad Monumentに描かれたワーグ乗りの絵画石碑

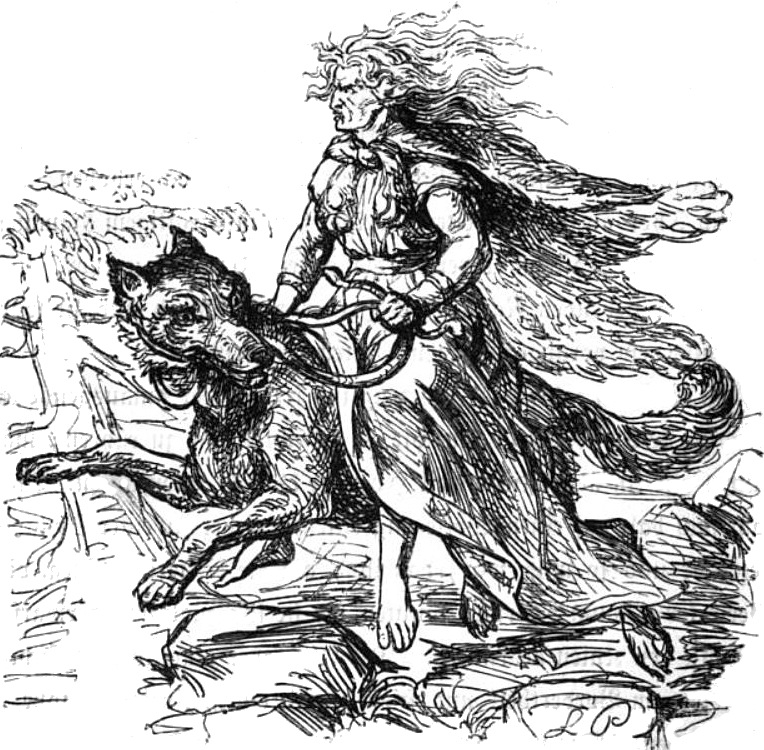
「ヒュロッキン」Ludwig Pietsch作 (1865)

ワーグ（Warg、魔狼）は、北欧神話に登場する狼の種族である。またはファンタジー作家J・R・R・トールキンの作品世界中つ国に棲息する、狼のような生き物である。

## 概要
初代冥王モルゴスの被造物であるということ以外は、その出自については不明な部分が多い。第一紀に猛威を振るった巨狼や他の狼との因果関係も不明瞭だが、巨狼族よりは神性が薄く体躯も小さいと思われる。見た目については、原作ではあまり詳細が描かれておらず、とくに初期の絵画では大型の凶暴な狼として描かれることもある。後の作品群での描写は後述する。ワーグ以外の、諸言語における他の呼び方は判明していない。

## 起源
北欧神話における架空の狼の種族、ワーグ（WargまたはVargrやVarg）を基に創造された。古期スカンジナビア語に見られるVarg（オオカミの意）が発生源と言われ、Wargという単語には「巨大な狼」という意味がある。特に魔神狼フェンリルとその子らのスコルとハティを指すと言われる。古叙事詩『ベーオウルフ』には、人食いの怪物グレンデルの母を古英語でGrund-wyrgen、すなわちWarg of the depthsと指す表現がある。また、フンネシュタットのルーン石碑（Hunnestad Monument）に、狼にまたがる女巨人ヒュロッキンの絵が残されており、この狼をワーグとする説が強い。

## 生態
他の多くの魔法種族に見られるように、第一紀の巨狼族よりも神性は薄いが、超自然的な生態はいくつか確認されている。
粗暴な見た目とは裏腹に高い知性を備え、社会性を持つ。独自の言語を話し、同族のほかオークとも会話が可能。戦闘ではオークを背に乗せ騎乗としての活躍が多いが、これはワーグ側がオーク達と正当な契約の上に騎乗を許しているのであり、決して両者に上下関係や使役が存在するわけではない。機嫌を損ねればオークをも襲うとも言われる。
その他、倒された後の遺骸が次の日には不思議に消失するなどの特徴がみられる。

## 歴史
原著での初登場は『ホビットの冒険』の荒地のくに（ロヴァニオン）であり、「五軍の合戦」において存在を確認できる。後の『指輪物語』においても指輪の仲間を道中で襲撃しているほか、サウロン軍の構成員として参戦もしている。

## その他
他の多くの魔法生物同様、トールキン作品に登場するワーグは後代の多くのファンタジー作品やテレビゲームなどに強い影響を与えた。
- ピーター・ジャクソン監督による実写映像作品では二つのタイプが見られる。『ロード・オブ・ザ・リングシリーズ』でのワーグ（通称”東のワーグ”）は、目の細くて胴体が大きなハイエナのような姿をしており、四肢がとても太く力強い。アイゼンガルドとモルドールのオークを乗せ、霧り降り山脈の東方地域などを中心に暗躍していた。ローハン付近でセオデンとその民、アラゴルン一行を襲撃した際と、後のペレンノール野の合戦などで参戦しているシーンを確認できる。
- 『ホビット (映画)』では、「グンダバド(Gundabad)のワーグ」と呼ばれる種類が登場。前者と異なるのは、こちらの方がより大型で、より洗練された容姿は実在の狼により近くなっていることである。登場時間も前者に比べて長くなっており、オークとの連携などより知性を感じさせる描写もある。また、原作では殆ど出番のないアゾグと共に、リーダー格となる白斑の雌ワーグが新たに製作された。
- 2022年から始まったドラマシリーズ『ロード・オブ・ザ・リング: 力の指輪』シーズン1第3話に登場したワーグは、より小型でハイエナあるいはチワワに類似する姿で描かれた[5]。

いずれにせよ共通するのは、野蛮で不潔感を漂わせる、悪魔のようなイヌ科の巨大な猛獣であるという点である。また両作品とも、たとえば大鷲がそうであるように、原著に見られる言葉を話す描写もない。